# Hiszpański kryzys rządowy (2015–2016)
Hiszpański kryzys rządowy – trwający od grudnia 2015 do końca października 2016 okres, podczas którego  politycy wybrani do Kongresu Deputowanych (niższej izby hiszpańskiego parlamentu) nie byli w stanie utworzyć większości rządowej. W tym czasie obowiązki premiera wykonywał dotychczasowy premier Mariano Rajoy na podstawie art. 101 ust. 2 konstytucji Hiszpanii.

## Przepisy o tworzeniu rządu w Hiszpanii

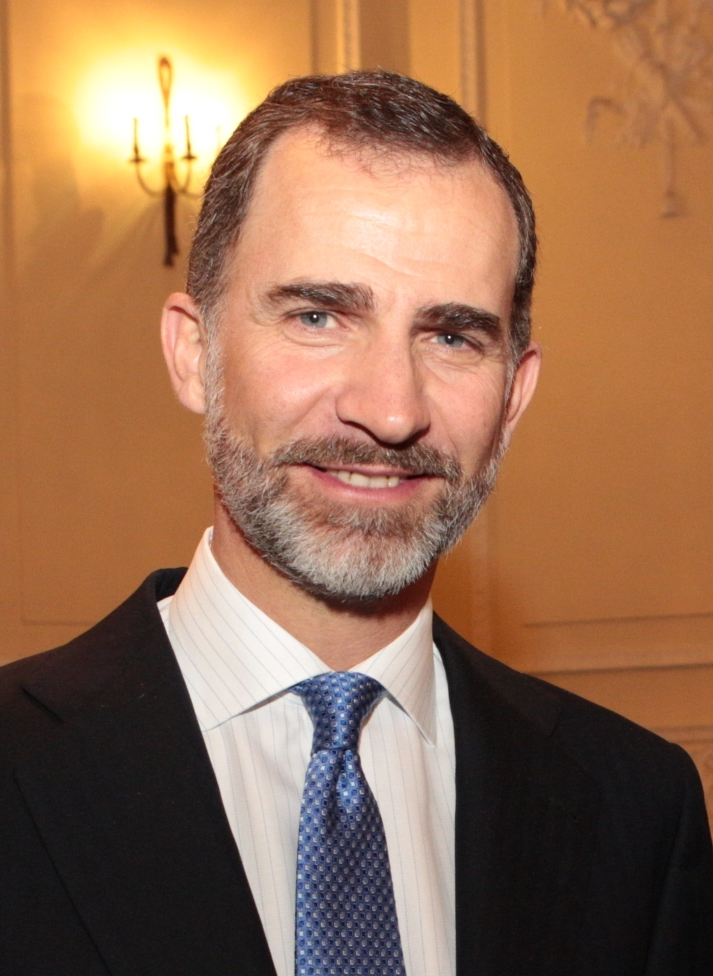
Król Filip VI

Zgodnie z art. 99 konstytucji Hiszpanii, po odnowieniu składu Kongresu Deputowanych, Król przeprowadza konsultacje ze stronnictwami parlamentarnymi, a następnie wskazuje kandydata na premiera. Kandydat na premiera ma następnie przedstawić Kongresowi Deputowanych program rządu i zwrócić się o udzielenie mu wotum zaufania. Jeżeli Kongres Deputowanych udzieli królewskiemu kandydatowi wotum zaufania (bezwzględną większością głosów), Król powołuje go na stanowisko premiera. W razie porażki w głosowaniu, przeprowadza się nad tą samą kandydaturą nowe głosowanie w czterdzieści osiem godzin po pierwszym - tym razem dla udzielenia wotum zaufania wystarczy zwykła większość głosów. Jeżeli jednak i tym razem Kongres odmówi poparcia kandydatowi na premiera, Król ponawia konsultacje polityczne i przedstawia kolejnego kandydata na to stanowisko, który podlega ocenie Kongresu na powyższych zasadach. Jeżeli jednak w ciągu 2 miesięcy od pierwszego głosowania w Kongresie żaden z kandydatów nie uzyskał wotum zaufania, Król rozwiązuje parlament i zarządza nowe wybory. Co istotne, zgodnie z art. 101 konstytucji, dotychczasowy rząd wykonuje swoje kompetencje aż do chwili skutecznego powołania nowego rządu.

## Przebieg kryzysu

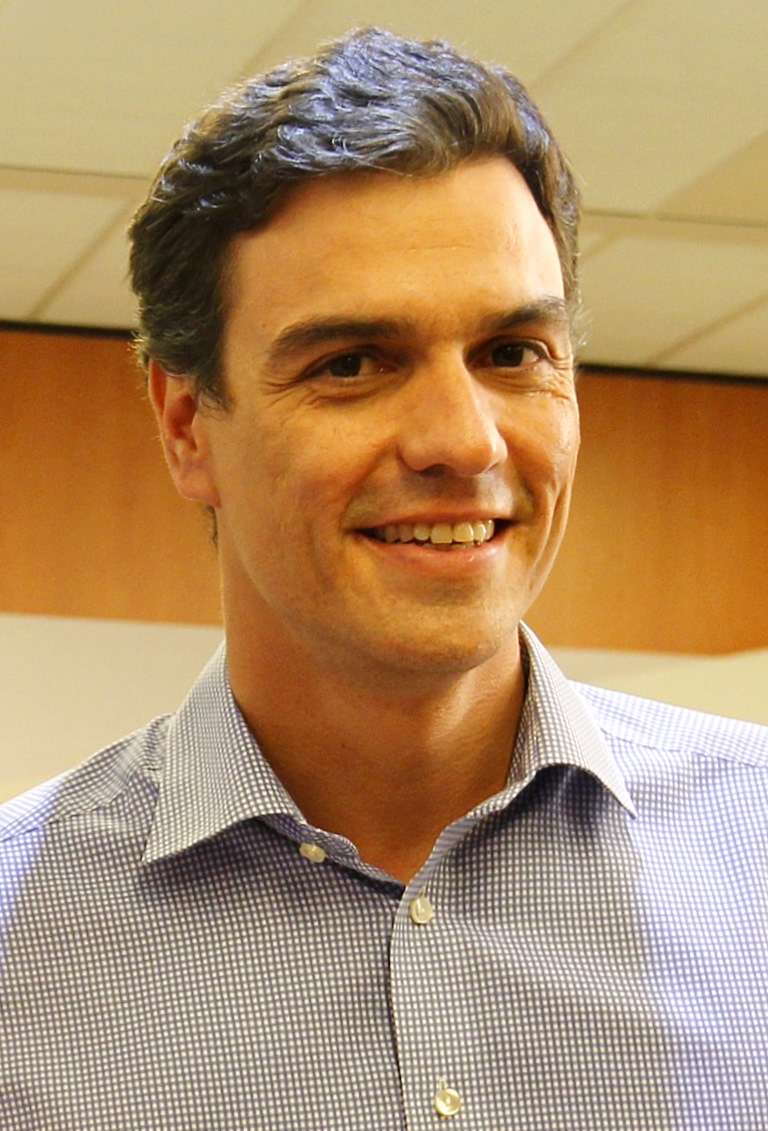
Były lider PSOE Pedro Sánchez

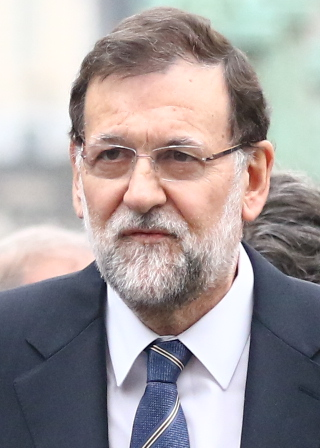
Lider PP Mariano Rajoy

W wyborach do Kongresu Deputowanych, przeprowadzonych 20 grudnia 2015, zwyciężyła rządząca Partia Ludowa (PP) zdobywając 123 mandaty w izbie składającej się z 350 deputowanych. Kolejne miejsca zajęły: Hiszpańska Socjalistyczna Partia Robotnicza (PSOE) z 90 mandatami, Podemos z 69 mandatami, Obywatele – Partia Obywatelska (C’s) z 40 mandatami - pozostałe mandaty zdobyły mniejsze partie polityczne, najczęściej związane z lokalnymi regionami Hiszpanii. 
Po rozmowach z liderami ugrupowań parlamentarnych, 22 stycznia 2016 król Filip VI wskazał Mariano Rajoya jako kandydata na premiera - ten jednak odmówił twierdząc, że nie może zapewnić wystarczającej większości w parlamencie. Po kolejnej rundzie negocjacji, król wskazał lidera PSOE Pedra Sáncheza jako kandydata na premiera. Istniała bowiem szansa, że PSOE i Podemos będą w stanie utworzyć koalicyjny rząd z poparciem mniejszych ugrupowań. Tak się jednak nie stało i Kongres Depututowanych odmówił udzielenia Sánchezowi wotum zaufania. W pierwszym głosowaniu 2 marca poparło go tylko 130 deputowanych (219 głosowało przeciw), a w drugim głosowaniu 4 marca - 131 deputowanych (219 przeciw). Po porażce kandydatury Sáncheza, król postanowił odroczyć kolejne negocjacje w celu umożliwienia parlamentarzystom wypracowania stabilnej większości. Król przeprowadził kolejne rozmowy z politykami parlamentarnymi dopiero pod koniec kwietnia - nie przyniosły one jednak żadnego rozwiązania. 
Po upływie dwumiesięcznego terminu od dnia pierwszego głosowania nad wotum zaufania, 3 maja 2016 król rozwiązał parlament i zarządził przedterminowe wybory na 26 czerwca 2016. W wyborach ponownie zwyciężyła PP zdobywając tym razem 137 mandatów. Kolejne miejsca zajęły: PSOE z 85 mandatami, koalicja Podemos z 71 mandatami oraz C’s z 32 mandatami. Wynik wyborów nie rozwiązał politycznego impasu. Po czerwcowych wyborach trwały rozmowy nad utworzeniem przez Mariano Rajoya rządu mniejszościowego, w celu uniknięcia przeprowadzenia trzecich wyborów parlamentarnych w ciągu jednego roku. W dniach 26-28 lipca 2016 trwają konsultacje króla Filipa VI z przedstawicielami stronnictw parlamentarnych w sprawie utworzenia nowego rządu - po ich zakończeniu Król wskazał Mariano Rajoya jako kandydata na premiera. Rajoy podjął negocjacje w sprawie utworzenia rządu koalicyjnego z CC oraz prowadzi rozmowy w celu wstrzymania się od głosowania przez niektóre partie opozycyjne. Debata nad wotum zaufania odbyła się 30 sierpnia 2016, a 31 sierpnia i 2 września 2016 przeprowadzono głosowania, w których za udzieleniem inwestytury Rajoyowi głosowało 170, a przeciwko - 180 deputowanych. Po porażce kandydatury Rajoya, doszło do kryzysu w ramach PSOE, w wyniku którego Pedro Sanchez ustąpił ze stanowiska lidera tego stronnictwa. Następnie Król zwołał kolejne konsultacje w celu wyłonienia kandydata na premiera na 24-25 października 2016. W ich wyniku ponownie wskazał Mariano Rajoya jako kandydata na premiera. Jego kandydatura nie uzyskała wymaganej większości w głosowaniu w Izbie Deputowanych w dniu 27 października 2016. W ponownym głosowaniu 29 października 2016, niższa izba parlamentu udzieliła Rajoyowi inwestytury. Za jego kandydaturą głosowało 170 deputowanych, przeciw - 111, a 68 deputowanych (z PSOE) wstrzymało się od głosu. Wobec uzyskania poparcia parlamentu, 30 października 2016 Król powołał Mariano Rajoya na stanowisko premiera, a dzień później przyjął od niego ślubowanie.